# David Buckingham (accademico)
David Dennis Buckingham (6 ottobre 1954) è un pedagogista britannico, studioso dei media e della comunicazione.

## Biografia
Buckingham ha completato i suoi studi universitari al Clare College di Cambridge, laureandosi nel 1975. Ha lavorato presso l'Inner London Education Authority dal 1978 al 1984, periodo durante il quale ha completato un master in studi cinematografici presso il Polytechnic of Central London nel 1982. Nel 1984, è entrato a far parte dell'Institute of Education, come docente, dove ha completato un dottorato di ricerca nel 1993, premiato per la sua tesi Lo sviluppo dell'alfabetizzazione televisiva: discorso, testo e contesto. Tre anni dopo, è stato promosso a "reader" presso l'istituto e, nel 1999, è stato nuovamente promosso a professore di educazione. Ha ricoperto questo ruolo fino all'assunzione di una cattedra alla Loughborough University nel 2012. Andato in pensione nel 2014, è stato nominato borsista emerito a Loughborough.
Buckingham è specializzato in "interazione dei bambini e dei giovani con i media digitali e nell'educazione all'alfabetizzazione mediatica"; e mantiene interessi di ricerca in "uso dei media, partecipazione civica, consumismo, cultura giovanile, sessualità, alfabetizzazione mediatica, regolamentazione dei media, identità".

## Riconoscimenti e premi
Buckingham è stato eletto Fellow dell'Academy of Social Sciences (FAcSS) nel 2011, e quattro anni dopo è stato anche eletto Fellow della British Academy (FBA), l'Accademia nazionale delle scienze umane e sociali del Regno Unito.

## Opere
- Reading Audiences: Young People and the Media, Manchester University Press, 1993.
- Children Talking Television: The Making of Television Literacy,Falmer, 1993.
- Moving Images: Understanding Children's Emotional Responses to Television,Manchester University Press, 1996.
- The Making of Citizens: Young People, News and Politics, Routledge, 2000.
- After the Death of Childhood: Growing up in the Age of Electronic Media, Open University Press, 2000.
- Media Education: Literacy, Learning and Contemporary Culture, Polity Press, 2003.
- Beyond Technology: Children's Learning in the Age of Digital Culture, Wiley, 2007.
- The Material Child: Growing Up in Consumer Culture, Wiley, 2011.